# Taboão da Serra
Taboão da Serra là một đô thị tại bang São Paulo, Brasil. Đô thị này có diện tích 20,478 km², dân số năm 2007 là 219.200 người, mật độ dân số 10.704,2 người/km². Đây là một đô thị thành phần của vùng đô thị São Paulo. Đô thị này cách thủ phủ bang São Paulo 16 km, nằm ở độ cao m. Khí hậu ở đây bán nhiệt đới. Theo thống kê năm 2000, đô thị này có chỉ số phát triển con người 0,809, tỷ lệ biết đọc biết viết là. Tên gọi đô thị này có nguồn gốc từ tiếng

## Các đô thị giáp ranh
Đô thị này giáp các đô thị sau: São Paulo, Embu, Cotia.